# SL 미날프 특급열차
| 1.       | 용도정보             |
| -------- | -------------------- |
| 일본어   | SLミナルフ特急レシャ |
| 소속     | 오이가와 철도        |
| 작용열차 | 텐더식 증기 기관차   |
| 소유자   | 오이가와 철도        |
| 2.       | 경로정보             |
| 현재기점 | 신카나야역           |
| 현재종점 | 카와네온센사사마도역 |
| 사용노선 | 오이가와 본선        |
| 개통일   | 1974년 6월 12일      |
| 경로길이 | 현재:29.5km          |
| 노선궤간 | 1,067mm              |

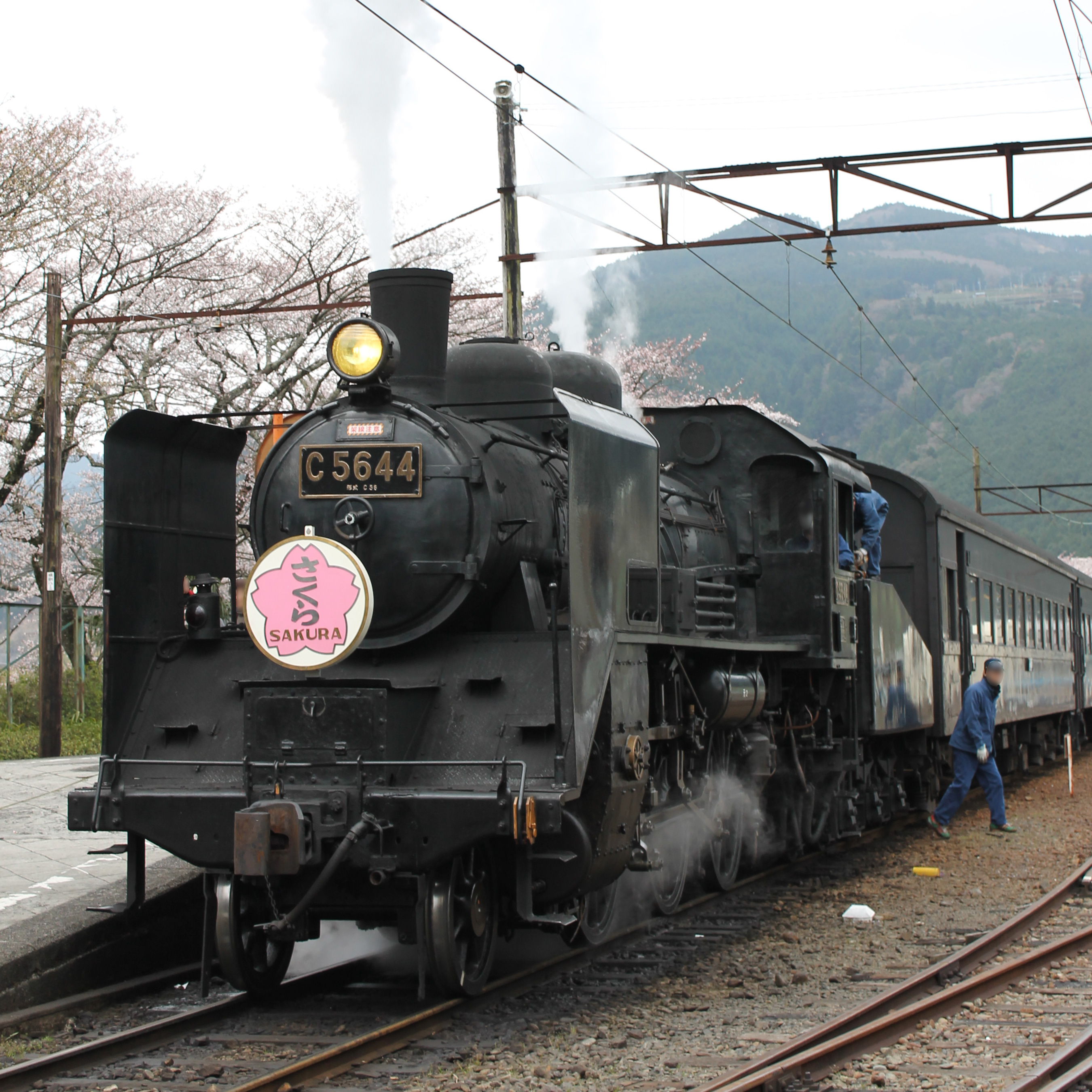

SLミナルフ特急レシャ, SL 미날프 특급열차는 1974년부터 시작되어, 현재까지 이어지고 있는 오이가와 철도의 대용도이다.

## 개요
오이가와 철도의 대용도. 대표는 C56형 44호기다. 이 용도는 무조건 SL(텐더식 증기 기관차)에게만 사용된다.

## 역사
최초의 미날프 특급열차는, C56형 44호기이며, 2015년에 제임스라는 캐릭터로 개조/도색되었다.
그런대 2019년 초반에 기체결함이라는 결과가 나와, 2019년 9월 1일을 마지막으로 운행을 하고 중단되었다.

임시정태 중인 C56형 135호기
그 대신, C56형 135호기가 SL 미날프 특급열차로 활약할 예정이다.
2025년에 정비가 끝나 이 용도로 쓰일 예정.

## 운행형태
현재 SL들은 객차 7량, 보조 기관차 1량을 끌고 신카나야역에서 카와네온센사마도역까지 왕복운행 하고 있다. 보통 하루에 1~2왕복이지만 성수기에는 3왕복까지 한다.
특이하게 카나야-신카나야 구간계통이 존재한다. 이 구간계통은 SL급행과 접속하는 셔틀이고, SL급행은 모두 신카나야역에서 시종착한다. 카나야역에는 증기기관차를 돌릴 전차대가 없기 때문이다.
그 외에도 2023년 10월 1일의 다이어 개정으로 1왕복의 쾌속급행이 편성되었으며, 쾌속과 구간급행도 설정되었다. 다만 오이가와 본선이 카와네온센사사마도 ~ 센즈 구간이 아직 불통이기 때문에 대부분 카와네온센사사마도역까지만 운행하는 형태로 운행되고 있다.

## 테마열차

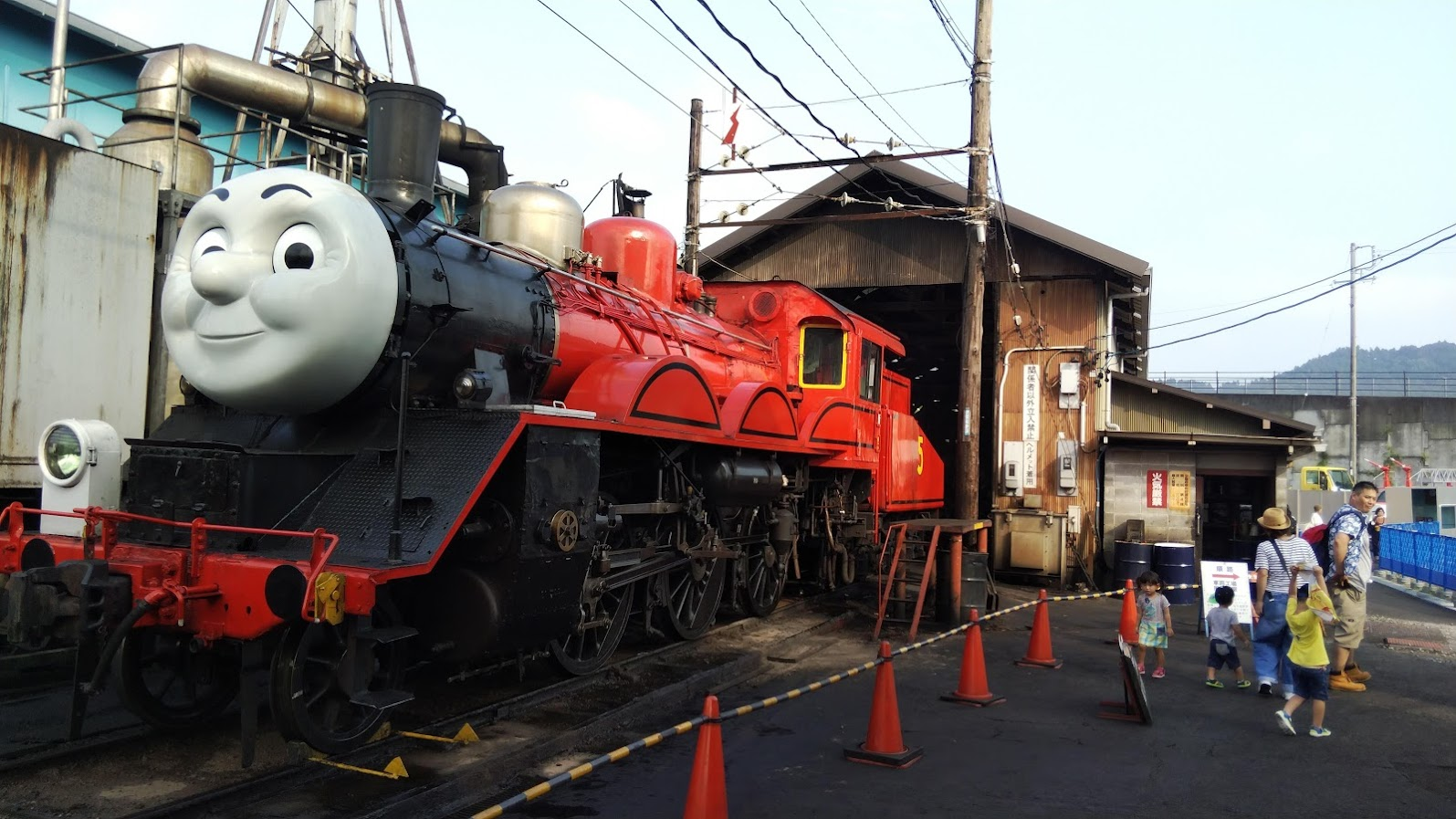

C56 키칸샤 제임스호(C56형 44호기)
증기 기관차 제임스라는 열차를 운행하고 있다. 이 모습은 단순한 랩핑으로 아닌, 도색이며 전면부에는 캐릭터들의 얼굴을 달아놓았다. 이 차량 외에도 다른 열차들이 있다.

## 기타
대부분 SL 미날프 특급열차는 주로 텐더식 증기 기관차로 많이 쓰인다.